# Maria Gorokhovskaya
Maria Gorokhovskaya, (em ucraniano:  Марія Гороховська; Eupatória, 17 de outubro de 1921 – Tel Aviv, 22 de julho de 2001) foi uma ginasta ucraniana que competiu em provas de ginástica artística, pela extinta União Soviética.
Descendente de judeus, Maria iniciou no desporto no clube Stroityel Kharkov. Durante a Segunda Guerra Mundial (1939–1945), foi voluntária para o serviço militar em hospitais, na cidade de Leningrado (atual São Petersburgo), permanecendo por três anos. Por seus feitos, recebeu inúmeras condecorações.
Em 1947, estreou em competições, ao participar do Campeonato Nacional Soviético, no qual terminou na segunda colocação. No ano posterior, novamente no Nacional Soviético, terminou medalhista de ouro na trave. Nos três eventos seguintes, Maria subiu ao pódio em todos, alternando entre o ouro e a prata. Em 1952, em sua primeira aparição olímpica, nos Jogos Olímpicos de Helsinque, Gorokhovskaya encerrou medalhista de ouro na prova por equipes e na competição geral; nos demais eventos no qual competiu, conquistou a prata: aparelhos portáteis por equipes, salto, barras assimétricas, trave e solo. Dois anos depois, competiu no Mundial de Roma. Nele, fora campeã na prova por equipes e medalhista de prata nos exercícios de solo.
Após, anunciou oficialmente sua aposentadoria do desporto. Em 1990, migrou para Israel e no ano seguinte, fora introduzida no International Jewish Sports Hall of Fame. Em 2000, apareceu em selos russos, por suas conquistas olímpicas. Em 2001, faleceu na cidade de Tel Aviv, aos 79 anos de idade, por causas não reveladas.